# Granbotjärnen
Granbotjärnen är en sjö i Ljusdals kommun i Hälsingland och ingår i Dalälvens huvudavrinningsområde. Granbotjärnen ligger i Stora Korpimäki Natura 2000-område. Sjöns area är 0,023 kvadratkilometer och den är belägen 560 meter över havet.